# Hochkogel (Türnitzer Alpen, Raxenbachrotte)
Der Hochkogel ist ein 1064 m ü. A. hoher Berg bei Türnitz in Niederösterreich.
Der Hochkogel befindet sich an der Grenze der Katastralgemeinden Rachsenbachrotte und Lehenrotte, beide zur  Marktgemeinde Türnitz gehörend, und der Stadtgemeinde Lilienfeld. Obwohl touristisch nicht erschlossen, ist der Berg dennoch durch den nördlich liegenden Engleitensattel bekannt, da mehrere Wege an seinen Abhängen dorthin führen. Der Gipfel des Hochkogels ist bewaldet und bietet kaum Aussicht. Ostsüdöstlich unterhalb der Gipfelregion befindet sich das Jagdhaus Hochkogel.